# 12 Riven: The Psi-climinal of Integral
12 Riven: The Ψcliminal of Integral (utläses "the psi-climinal of integral") är en visuell roman i genren hård science fiction, och är den fjärde delen i spelserien Infinity. Spelet utvecklades av KID, Cyberfront och SDR Project, och släpptes av Cyberfront den 13 mars 2008 till Playstation 2. Det portades senare till Microsoft Windows och Playstation Portable; utöver detta planeras en Android- och IOS-port.

## Spelsätt
12Riven är en visuell roman där spelaren tar sig fram i spelet genom att läsa dess berättelse. Vid vissa tillfällen under konversationer med andra karaktärer ges spelaren en uppsättning av val. Beroende på vad spelaren väljer förgrenar sig berättelsen i olika grenar, som till slut leder fram till olika slut. 

## Utveckling
Efter att KID gick i konkurs 2006 avbröts utvecklingen av 12 Riven, liksom deras andra projekt, Memories Off 5: Encore, och återupptogs inte förrän 2007 när Cyberfront köpte upp alla KID:s spel och spelserier. Till skillnad från de föregående Infinity-spelen regisserades 12 Riven av Ken Wakabayashi istället för Takumi Nakazawa, och manuset skrevs helt och hållet av Kotaro Uchikoshi.

### Uppföljare
Spelet planerades från början att vara den första delen i en serie vid namn Integral, som skulle vara en uppföljare till Infinity-serien, men på grund av låga försäljningssiffror fick 12 Riven inga uppföljare. Istället gjorde Cyberfront en reboot av Infinity vid namn Code_18, men även det spelet sålde dåligt, och fick dessutom negativ kritik, vilket ledde till att alla officiella Infinity-projekt sedan dess har varit porteringar av de fyra första spelen, eller varit annan media baserad på dem.
Även om de inte längre gör Infinity-spel, fortsatte dock Uchikoshi och Nakazawa att skriva och regissera visuella romaner med liknande teman: Uchikoshi gjorde Zero Escape-serien och Science Adventure-spelet Steins;Gate: Senkei Kousoku no Phenogram, och Nakazawa gjorde bland annat Secret Game-serien och I/O.

### Fanöversättning
Spelet har bara släppts officiellt på japanska och kinesiska, men fanöversättningsgruppen Lemnisca Translations, som tidigare översatte Never 7: The End of Infinity till engelska, håller även på att översätta Windows-versionen av 12 Riven.

## Mottagande
Under sin första vecka var 12 Riven det trettonde bäst säljande spelet i Japan, och det tredje bäst säljande Playstation 2-spelet.